# Binjamin Halevy

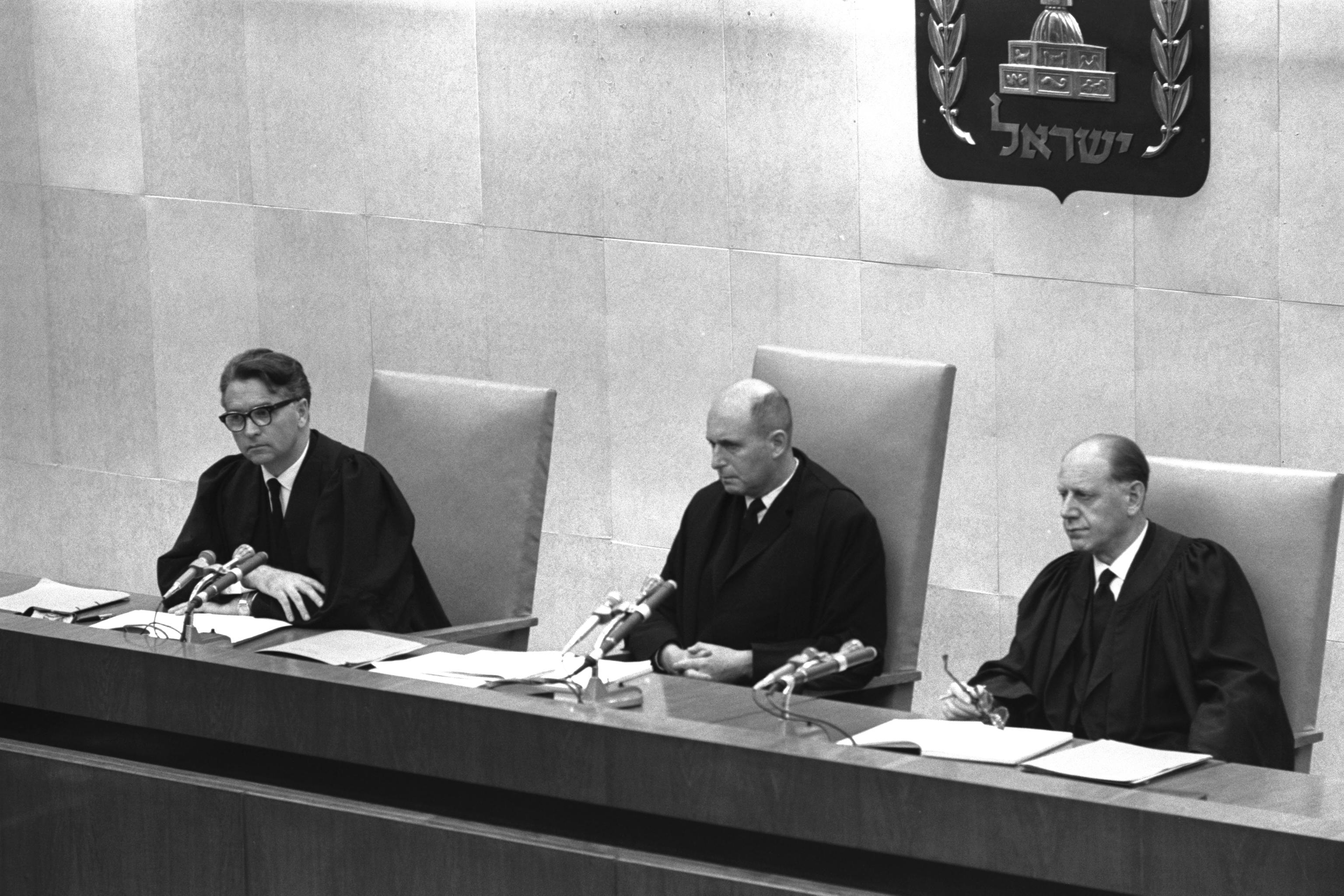
Binjamin Halevy (první zleva) během soudu s Adolfem Eichmannem

Binjamin Halevy (hebrejsky: בנימין הלוי, rodným jménem Ernst Levi, žil 6. května 1910 – 7. srpna 1996) byl izraelský soudce, politik a poslanec Knesetu za strany Gachal, Likud, Daš a Tnu'a demokratit.

## Biografie
Narodil se ve městě Weißenfels v Německu. Studoval na Freiburské univerzitě, na univerzitě v Göttingenu a Berlínské univerzitě. Na Berlínské univerzitě získal doktorát z práva. V roce 1938 získal osvědčení pro výkon profese právníka. V roce 1933 přesídlil do dnešního Izraele.
V letech 1938–1948 působil jako soudce v Jeruzalému a v letech 1948–1963 předsedou jeruzalémského distriktního soudu. Během svého působení u druhého zmíněného soudu byl předsedajícím soudcem v tzv. Kastnerově procesu. V letech 1963–1969 pak zasedl v Nejvyšším soudu Státu Izrael. Podílel se na procesu s Adolfem Eichmannem. Vyjadřoval se i k masakru spáchanému v roce 1956 v Kafr Kasim.

## Politická dráha
V izraelském parlamentu zasedl poprvé po volbách v roce 1969, do nichž šel za stranu Gachal. Rezignoval kvůli tomu na členství v nejvyšším soudu. Nastoupil do parlamentního výboru pro ústavu, právo a spravedlnost a výboru pro zahraniční záležitosti a obranu. Předsedal podvýboru pro ústavní zákony. Znovu byl zvolen ve volbách v roce 1973 na kandidátce Likudu. V průběhu volebního období ale z jeho poslaneckého klubu odešel a vystupoval pak jako nezařazený poslanec. Znovu byl členem parlamentního výboru pro ústavu, právo a spravedlnost a výboru pro zahraniční záležitosti a obranu. Předsedal opět podvýboru pro ústavní zákony. Mandátu poslance se vzdal předčasně, v lednu 1977. Přešel pak ke straně Daš. Za ni kandidoval ve volbách v roce 1977. Stal se místopředsedou Knesetu a členem výboru pro ústavu, právo a spravedlnost a výboru pro zahraniční záležitosti a obranu. V průběhu volebního období se poslanecký klub Daš rozpadl. Halevy přešel do frakce Tnu'a Demokratit, ale pak odešel i od ní a pracoval jako nezařazený poslanec.